# وكالة صحة الحيوان والنبات
وكالة صحة الحيوان والنبات (apha) المعروفة سابقا باسم وكالة المختبرات البيطرية لصحة الحيوان (ahvla)، هي وكالة تنفيذية تابعة لوزارة البيئة والغذاء والشؤون الريفية (defra)في المملكة المتحدة
تم تشكيلها في حالتها الحالية في 1 أكتوبر 2014 عندما تم توسيع ahavla بإضافة اجزاء من وكالة ابحاث الغذاء والبيئة (fera)بما في ذلك صحة النبات وفحص البذور (phsi).
تم تاسيس ahvla في الاصل في 1 أبريل 2011 بدمج وكالتين سابقتين:صحة الحيوان ووكالة المختبرات البيطرية.
ان المهمة الرئيسية للوكالة هي حماية صحة ورفاهية الحيوانات، وكذلك عامة الناس منالأمراض
تقوم بعمل في جميع انحاء بريطانيا العظمى نيابة عن يثبقش والحكومة الاسكتلندية وحكومة ويلز
بلغ اجمالي نفقات الوكالة للسنة مالية 2016/2017 (217.3 مليون جينيه استرليني)
قابل هذا الدخل المشغل (62.6مليون جنيه استرليني) اعطى نفقات صافية تقدر ب (154.7 مليون جنيه استرليني)

## روابط خارجية
http://www.defra.gov.uk/ahvla